# Grand Prix automobile de Pau 2006
Le Grand Prix de Pau 2006, est la 66e édition du Grand Prix de Pau. Cette course spéciale de la Formule 3 est une manche du championnat de Grande-Bretagne de Formule 3. Le Grand Prix est organisé les 2, 3, 4 et 5 juin 2006.

## Engagés
| Équipe                     | Voiture                      | no | Pilote                | Cat. |
| -------------------------- | ---------------------------- | -- | --------------------- | ---- |
| Carlin Motorsport          | Dallara F306-Mugen-Honda     | 1  | Christian Bakkerud    | C    |
| Carlin Motorsport          | Dallara F306-Mugen-Honda     | 2  | Oliver Jarvis         | C    |
| Carlin Motorsport          | Dallara F306-Mugen-Honda     | 11 | Keiko Ihara           | C    |
| Carlin Motorsport          | Dallara F306-Mugen-Honda     | 12 | Maro Engel            | C    |
| Carlin Motorsport          | Dallara F304-Mugen-Honda     | 34 | Ricardo Teixeira      | N    |
| Fortec Motorsport          | Dallara F306-Mercedes-HWA    | 3  | Yelmer Buurman        | C    |
| Fortec Motorsport          | Dallara F306-Mercedes-HWA    | 4  | Stuart Hall           | C    |
| Fortec Motorsport          | Dallara F306-Mercedes-HWA    | 14 | Charlie Hollings      | C    |
| Hitech Racing              | Dallara F306 Mercedes-HWA    | 5  | Salvador Duran        | C    |
| Hitech Racing              | Dallara F306 Mercedes-HWA    | 6  | James Jakes           | C    |
| Hitech Racing              | Dallara F306 Mercedes-HWA    | 15 | James Walker          | C    |
| T-Sport                    | Dallara F306-Mugen-Honda     | 7  | Dennis Retera         | C    |
| T-Sport                    | Dallara F304-Mugen-Honda     | 32 | Rodolfo Gonzalez      | N    |
| Alan Docking Racing (en)   | Dallara F306-Mugen-Honda     | 9  | Jonathan Kennard (en) | C    |
| Alan Docking Racing (en)   | Dallara F306-Mugen-Honda     | 10 | Karl Reindler         | C    |
| Cesario Formula            | Dallara F306-Mugen-Honda     | 16 | Alberto Valerio       | C    |
| Raikkonen-Robertson Racing | Dallara F306-Mercedes-HWA    | 21 | Bruno Senna           | C    |
| Raikkonen-Robertson Racing | Dallara F306-Mercedes-HWA    | 22 | Stephen Jelley        | C    |
| Raikkonen-Robertson Racing | Dallara F306-Mercedes-HWA    | 26 | Mike Conway           | C    |
| Promatecme                 | Dallara F304-Mugen-Honda     | 33 | Alexander Khateeb     | N    |
| Fluid Motorsport           | Lola Dome F106/4-Mugen-Honda | 35 | Martin Kuzdak         | N    |
| Fluid Motorsport           | Lola Dome F106/4-Mugen-Honda | 37 | Cristiano Morgado     | N    |
| Performance Racing         | Dallara F304-Mugen-Honda     | 38 | Rodolfo Avila         | N    |
| Performance Racing         | Dallara F304-Mugen-Honda     | 39 | Juho Annala           | N    |
| Signature-Plus             | Dallara F306-Mercedes        | 62 | Charlie Kimball       | I    |
| Signature-Plus             | Dallara F305-Mercedes        | 63 | Romain Grosjean       | I    |
| Signature-Plus             | Dallara F305-Mercedes        | 64 | Guillaume Moreau      | I    |

| Icône | Catégorie   |
| ----- | ----------- |
| C     | Championnat |
| N     | National    |
| I     | Invité      |